# Anoectangium pleuroweisioides
Anoectangium pleuroweisioides är en bladmossart som beskrevs av J. Fröhlich 1964. Anoectangium pleuroweisioides ingår i släktet Anoectangium och familjen Pottiaceae. Inga underarter finns listade i Catalogue of Life.